# Go Films
Go Films est une maison de production cinématographique montréalaise fondée en l’an 2000, spécialisée dans le film indépendant. La fondatrice, Nicole Robert, est également présidente et productrice.
Parmi les collaborateurs, on retrouve : Ricardo Trogi, Anne Émond, Martin Villeneuve, Yves Christian Fournier, Daniel Grou (PODZ), Yves Pelletier, Éric Tessier, Gabriel Pelletier et Pascal Bascaron. 

## Films produits
- 2001 : Karmina 2
- 2001 : Betty Fisher et autres histoires
- 2002 : Québec-Montréal
- 2003 : Sur le seuil
- 2004 : Les Aimants
- 2005 : Horloge biologique
- 2006 : Cheech
- 2008 : Le Cas Roberge
- 2008 : Tout est parfait
- 2009 : 1981
- 2010 : Les 7 jours du Talion
- 2010 : Le Baiser du barbu
- 2011 : La Peur de l'eau
- 2012 : L'Affaire Dumont
- 2014 : 1987
- 2015 : N.O.I.R
- 2015 : Anna
- 2016 : King Dave
- 2016 : Nelly
- 2018 : 1991
- 2019 : Fabuleuses
- 2020 : Flashwood
- 2024 : 1995